# Messerschmitt Me 264
Die Messerschmitt Me 264, genannt „Amerikabomber“, war ein Bombenflugzeug, das während des Zweiten Weltkriegs für geplante transatlantische Einsätze gegen die USA entwickelt wurde.

## Geschichte
Die Me 264 war ein ab den 1930er Jahren von Willy Messerschmitt ursprünglich als viermotoriger Langstreckentransporter, der als transatlantisches „Bananenflugzeug“ mit bis zu 20.000 km Reichweite, daher auch als „Antipodenflugzeug“ bezeichnet, verderbliches Frachtgut schnell und wirtschaftlich befördern sollte. Da dafür keine Interessenten gefunden wurden, wurde das Projekt ab Ende 1937 vernachlässigt. Im Dezember 1940 beschloss Messerschmitt, die Entwicklung, vorerst ohne offiziellen Auftrag, wieder aufzunehmen. Nach einem von ihm an Claude Dornier adressierten Brief vom 23. Dezember 1942 sollte die Me 264 als „Propagandaflugzeug“  für Flugblattabwürfe über New York genutzt werden. Als weiteren Verwendungszweck sah Messerschmitt die Mitnahme von „zwei bis drei Tonnen Bomben“ vor. Laut einem Interview mit Messerschmitt im Jahre 1945 wurde sie dagegen hauptsächlich zur Bekämpfung der feindlichen Seeschifffahrt entwickelt. Anfang 1941 wurde vom Reichsluftfahrtministerium (RLM) unter Ernst Udet ein offizieller Auftrag für ein „viermotoriges Langstreckenflugzeug mit 2 t Nutzlast für Störflüge in USA“ erteilt. Der Auftrag beinhaltete den Bau von 30 Flugzeugen, die als reine Versuchsmuster geplant waren und keinerlei militärische Ausrüstung erhalten sollten. Der Erstflug des ersten Prototypen Me 264 V1 wurde auf den Mai 1942 gelegt. Nach dem Tod Udets im November 1941 wurde das Projekt im Januar darauffolgenden Jahres von dessen Nachfolger Erhard Milch zunächst gestoppt, die Arbeiten aber nach Intervention Messerschmitts und einer darauf angesetzten Untersuchung im Mai 1942 wieder freigegeben, da mittlerweile die USA in den Krieg eingetreten waren und die Luftwaffe Bedarf an einem über dem Atlantik operierenden Fernaufklärer anmeldete. Eine Serienfertigung lehnte Milch aber weiterhin ab. Das Flugzeug wurde nun zum Fernaufklärer mit sechs Motoren (Projektbezeichnung P 1085) umkonstruiert. Eine 1:1-Holzattrappe wurde am 23. März 1942 von Theodor Rowehl besichtigt. Um doch noch einen Serienauftrag zu erhalten, wurde versucht, den Einsatzzweck der Me 264 um Optionen wie Luftbetankung, Mitnahme von Parasitjägern oder Überlaststarts mit abwerfbarem Fahrwerk und Starthilfsraketen zu erweitern was aber vom RLM abgelehnt wurde. Dies führte zu langwierigen Verzögerungen des Programms. Letztlich erhielt der Prototyp weder Waffenstände noch einen Bombenschacht.
Der Erstflug fand am 23. Dezember 1942 mit Karl Baur in Augsburg statt. Die Erprobung ergab, das der Typ für eine militärische Verwendung nicht ausgereift war. Beim 17. Flug wurde die V1 bei einer harten Landung am 23. März 1943 beschädigt, bis zum 21. Mai aber wieder instand gesetzt. Der Prototyp, anfangs mit Motoren Junkers Jumo 211 ausgerüstet, wurde nach 36 Flügen ab 11. August 1943 auf BMW 801 E umgerüstet, die Konstruktionsarbeiten nach einer Besprechung von Messerschmitt, Milch und Hermann Göring auf dem Obersalzberg aber am 14. Oktober 1943 endgültig beendet. Die Tests hingegen liefen weiter; der Umbau war am 15. April 1944 abgeschlossen und es wurden noch 16 Flüge durchgeführt, bis die Me 264 am 18. Juli 1944 bei einem Luftangriff so stark beschädigt wurde, dass eine Instandsetzung nicht mehr möglich war. Bis dahin hatte sie 38,22 Flugstunden absolviert. Die im Bau befindlichen Prototypen V2 und V3 wurden bei Luftangriffen ebenfalls beschädigt. Danach wurde die Produktion der Me 264 nicht mehr aufgenommen, das Projekt am 23. September gestoppt, die Bauvorrichtungen mit Befehl vom 5. Oktober 1944 abgebaut.
Bahnbrechend wirkte die Messerschmitt Me 264 durch die Integraltanks in den Tragflächen anstatt der bis dahin üblichen Sack- oder Metallbehälter, was die Mitnahme von etwa 30 Prozent mehr Treibstoff ermöglichte. Die Messerschmitt Me 264 war das erste Flugzeug weltweit, welches mit diesen Tanks ausgestattet war, die später in der Luftfahrt Standard wurden. Die Serienausführung der Me 264 sollte 12.000 bis 15.000 km weit fliegen und 3000 kg Bomben transportieren können.

## Technische Daten

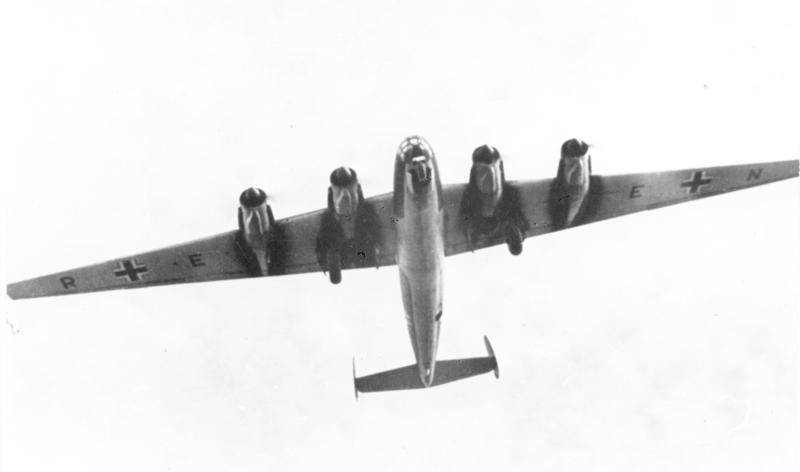
Me 264 V1 mit Junkers Jumo 211 (Kennzeichen RE+EN) im Flug

| Kenngröße             | Daten der Me 264 V1                      |
| --------------------- | ---------------------------------------- |
| Besatzung             | 3–6                                      |
| Länge                 | 20,11 m                                  |
| Spannweite            | 38,90 m                                  |
| Höhe                  | 4,30 m                                   |
| Flügelfläche          | 124,3 m²                                 |
| Flügelstreckung       | 12,1                                     |
| Leermasse             | 17.880 kg                                |
| Startmasse            | 21.175 kg (erflogen) 43.050 kg (geplant) |
| Antrieb               | 4 × BMW 801 mit je 1.730 PS (1.272 kW)   |
| Höchstgeschwindigkeit | 670 km/h im Bahnneigungsflug 490 km/h    |
| Marschgeschwindigkeit | 350–400 km/h                             |
| Landegeschwindigkeit  | 155 km/h                                 |
| Dienstgipfelhöhe      | 8.000 m (errechnet)                      |
| Reichweite            | 8.750–14.130 km (errechnet)              |

## Bewertung
Der Journalist und Publizist Jochen Thies sieht in der Entwicklung der Fernflugzeuge Me 264 und Me 261 ein Indiz, dass Hitler mit den USA um die Weltherrschaft kämpfen wollte. Der von der Öffentlichkeit wahrgenommene Mythos der Me 264 als „Amerikabomber“ scheint auf Aussagen zu beruhen, die der Kampfflieger Werner Baumbach in seinem 1949 erschienenen Buch Zu spät? Aufstieg und Untergang der Luftwaffe tätigte, das in Auszügen von der Illustrierten 7 Tage in einem Artikel in der Ausgabe vom 5. Mai 1951 veröffentlicht wurde.